# Evangeliipress
Evangeliipress är ett svenskt förlag verksamt inom den kristna genren med säte i Örebro. Förlaget är en del av Litzon Press Förlags AB som även äger Marcus förlag.
Redaktören Florentinus Hällzon, som 1921 övertagit veckotidningen Hemmets vän i Örebro, började 1923 med förlagsverksamhet under namnet Hemmets väns förlag. Förlagsnamnet ändrades 1941 till Evangeliipress. Sonen Sune Hällzon (1920–1994) har varit förlagschef.
Förlaget var framförallt verksamt under 1900-talet, men har även gett ut enstaka titlar under 2000-talet.